# Saut en hauteur masculin aux championnats du monde d'athlétisme 2005
Navigation
Paris 2003 Osaka 2007
L'épreuve du saut en hauteur masculin des championnats du monde de 2005 s'est déroulée les 12 et 14 août 2005, dans le Stade olympique d'Helsinki en Finlande pour la deuxième fois après la 1re édition de 1983.
Elle est remportée par l'Ukrainien Yuriy Krimarenko.

## Records et performances

### Records
Les records du saut en hauteur hommes (mondial, des championnats et par continent) étaient les suivants avant les championnats de 2007.
| Record                    | Athlète          | Pays           | Résultat | Lieu       | Date            |
| ------------------------- | ---------------- | -------------- | -------- | ---------- | --------------- |
| Record du monde           | Javier Sotomayor | Cuba           | 2,45 m   | Salamanque | 27 juillet 1993 |
| Record des championnats   | Javier Sotomayor | Cuba           | 2,40 m   | Stuttgart  | 22 août 1993    |
| Record d'Afrique          | Jacques Freitag  | Afrique du Sud | 2,38 m   | Oudtshoorn | 5 mars 2005     |
| Record d'Asie             | Zhu Jianhua      | Chine          | 2,39 m   | Eberstadt  | 10 juin 1984    |
| Record d'Amérique du Nord | Javier Sotomayor | Cuba           | 2,45 m   | Salamanque | 27 juillet 1993 |
| Record d'Amérique du Sud  | Gilmar Mayo      | Colombie       | 2,33 m   | Pereira    | 17 octobre 1994 |
| Record d'Europe           | Patrik Sjöberg   | Suède          | 2,42 m   | Stockholm  | 30 juin 1987    |
| Record d'Océanie          | Tim Forsyth      | Australie      | 2,36 m   | Melbourne  | 2 mars 1997     |

### Finale
| Rang              | Athlète            | Pays                 | Essais | Essais | Essais | Essais | Essais | Marque | Notes |
| Rang              | Athlète            | Pays                 | 2,15 m | 2,20 m | 2,25 m | 2,29 m | 2,32 m | Marque | Notes |
| ----------------- | ------------------ | -------------------- | ------ | ------ | ------ | ------ | ------ | ------ | ----- |
| Médaille d'or     | Yuriy Krimarenko   | Ukraine              | o      | o      | xo     | o      | xxo    | 2,32 m |       |
| Médaille d'argent | Victor Moya        | Cuba                 | o      | o      | o      | o      | xxx    | 2,29 m | PB    |
| Médaille d'argent | Yaroslav Rybakov   | Russie               | —      | o      | o      | o      | xxx    | 2,29 m |       |
| 4                 | Mark Boswell       | Canada               | —      | o      | xo     | o      | xxx    | 2,29 m | SB    |
| 5                 | Jaroslav Baba      | Tchéquie             | —      | o      | o      | xo     | xxx    | 2,29 m |       |
| 5                 | Nicola Ciotti      | Italie               | o      | o      | o      | xo     | xxx    | 2,29 m |       |
| 7                 | Stefan Holm        | Suède                | —      | o      | xo     | xo     | xxx    | 2,29 m |       |
| 8                 | Vyacheslav Voronin | Russie               | —      | xo     | o      | xxo    | xxx    | 2,29 m |       |
| 9                 | Dragutin Topic     | Serbie-et-Monténégro | xo     | o      | o      | xxx    |        | 2,25 m |       |
| 10                | Kyriakos Ioannou   | Chypre               | o      | o      | xo     | xxx    |        | 2,25 m |       |
| 11                | Matt Hemingway     | États-Unis           | —      | xo     | xxx    |        |        | 2,20 m |       |
| 11                | Oskari Frösén      | Finlande             | —      | xo     | xxx    |        |        | 2,20 m |       |
| 13                | Andriy Sokolovskyy | Ukraine              | —      | xxo    | —      | xxx    |        | 2,20 m |       |

### Qualifications
Pour se qualifier en finale, il fallait atteindre 2,29 m (ou les 12 meilleurs sauteurs). 
| Rang | Athlète                   | Nationalité          | 2,15 m | 2,20 m | 2,24 m | 2,27 m | Résultat | Notes |
| ---- | ------------------------- | -------------------- | ------ | ------ | ------ | ------ | -------- | ----- |
| 1    | Victor Moya               | Cuba                 | o      | o      | o      | o      | 2,27 m   | Q     |
| 1    | Stefan Holm               | Suède                | —      | o      | o      | o      | 2,27 m   | Q, SB |
| 3    | Dragutin Topic            | Serbie-et-Monténégro | o      | xxo    | xo     | o      | 2,27 m   | Q     |
| 3    | Nicola Ciotti             | Italie               | o      | xo     | xxo    | o      | 2,27 m   | Q     |
| 5    | Jaroslav Baba             | Tchéquie             | —      | o      | o      | xo     | 2,27 m   | Q     |
| 5    | Vyacheslav Voronin        | Russie               | o      | o      | o      | xo     | 2,27 m   | q     |
| 7    | Mark Boswell              | Canada               | o      | —      | xo     | xo     | 2,27 m   | q,SB  |
| 7    | Kyriakos Ioannou          | Chypre               | o      | o      | xo     | xo     | 2,27 m   | q,SB  |
| 9    | Andriy Sokolovskyy        | Ukraine              | o      | xxo    | o      | xo     | 2,27 m   | q     |
| 10   | Matt Hemingway            | États-Unis           | —      | o      | xxo    | xxo    | 2,27 m   | q,SB  |
| 11   | Yuriy Krimarenko          | Ukraine              | o      | xxo    | xo     | xxo    | 2,27 m   | q     |
| 12   | Yaroslav Rybakov          | Russie               | o      | o      | o      | xxx    | 2,24 m   | q     |
| 12   | Oskari Frösén             | Finlande             | o      | o      | o      | xxx    | 2,24 m   | q     |
| 14   | Ben Challenger            | Royaume-Uni          | —      | xo     | o      | xxx    | 2,24 m   |       |
| 15   | Jesse Williams            | États-Unis           | o      | o      | xo     | xxx    | 2,24 m   |       |
| 16   | Andrea Bettinelli         | Italie               | o      | o      | xxo    | xxx    | 2,24 m   |       |
| 16   | Mickael Hanany            | France               | o      | o      | xxo    | xxx    | 2,24 m   |       |
| 18   | Kyle Lancaster            | États-Unis           | o      | o      | xxx    |        | 2,20 m   |       |
| 18   | Jacques Freitag           | Afrique du Sud       | o      | o      | xxx    |        | 2,20 m   |       |
| 18   | Grzegorz Sposob           | Pologne              | o      | o      | x-     |        | 2,20 m   |       |
| 21   | Svatoslav Ton             | Tchéquie             | o      | xo     | xxx    |        | 2,20 m   |       |
| 22   | Naoyuki Daigo             | Japon                | o      | xxo    | xxx    |        | 2,20 m   |       |
| 23   | Laszlo Boros              | Hongrie              | o      | xxx    |        |        | 2,15 m   |       |
| 23   | Manjula Kumara Wijesekara | Sri Lanka            | o      | xxx    |        |        | 2,15 m   |       |
| 23   | Jean-Claude Rabbath       | Liban                | o      | xxx    |        |        | 2,15 m   |       |
| 23   | Andrey Tereshin           | Russie               | o      | xxx    |        |        | 2,15 m   |       |
| 27   | Hennazdy Maroz            | Biélorussie          | xxo    | xxx    |        |        | 2,15 m   |       |
| -    | Stefan Vasilache          | Roumanie             | xxx    |        |        |        | NM       |       |
| -    | Alessandro Talotti        | Italie               | xxx    |        |        |        | NM       |       |

## Légende
Records et Performances
- AR : Record continental (area record)
- CR : Record des championnats (championship record)
- MR : Record du meeting (meet record)
- NR : Record national (national record)
- OR : Record olympique (olympic record)
- PR : Record paralympique (paralympic record)
- PB : Record personnel (personal best)
- SB : Meilleure performance personnelle de la saison (season's best)
- WL : Meilleure performance mondiale de l'année (world leader)
- WJR : Record du monde junior (world junior record)
- WR : Record du monde (world record)

Circonstances et Conditions
- DNF : N'a pas terminé (did not finish)
- DNS : N'a pas pris le départ (did not start)
- DQ : Disqualification (disqualification)
- NM : Aucun essai valable enregistré (No Mark)
- Q : Qualifié « directement » au prochain tour (ou à la prochaine compétition), lors d'une compétition majeure, grâce au classement ou à la réalisation des minima (automatic qualifier)
- q : Qualifié au prochain tour (ou à la prochaine compétition), lors d'une compétition majeure, grâce au repêchage ou à la réalisation de l'une des meilleures performances parmi celles des « non qualifiés directement » (grâce au meilleur temps ou à la meilleure distance par exemple) (secondary qualifier)